# Imperfect Harmonies
Imperfect Harmonies - другий студійний альбом вірмено-американського співака Сержа Танкяна. Альбом був випущений 21 вересня 2010 під лейблами Reprise Records і Serjical Strike Records.

## Випуск
Спочатку альбом повинен був вийти 7 вересня 2010 року, але реліз був перенесений на два тижні, а саме на 21 вересня. Причиною затримки стала відсутність необхідної кількості паперу для буклетів. Для буклетів використовувався папір, який виготовлювався не з дерев. Танкян хотів, щоб саме на такому папері були надруковані буклети, бо досліджував екологічне питання. Це не перший реліз Танкяна, у якому був використаний такий тип паперу, до цього його використовували у дебютному сольному альбомі «Elect the Dead» та в альбомах System of a Down «Mezmerize» і «Hypnotize».
Першою піснею, яка вийшла з альбому була «Border Are…». Пісня була випущена в червні 2010 року для вільного завантаження. Також було випущене відео-кліп у якому Серж Танкян не брав участі. Кліп був створений Джорджем Тонікяном як реклама під час гастролей Танкяна. Після цього у липні вийшов перший офіційний сингл альбому «Left of Center», пізніше був знятий кліп до пісні, і виданий у серпні 2010 року.
Альбом зайняв 35-те місце у Billboard 200, і продався накладом 10 200 примірників. 

## Музичний стиль
У 2009 році Танкян співпрацював з новозеландським Оклендським філармонічним оркестром для виконання симфонічної версії «Elect the Dead». Це поєднання призвело до виходу в 2010 році живого альбому «Elect the Dead Symphony». Експеримент зі змішування оркестру з рок-музикою надихнув Танкяна. Окрім оркестру на «Imperfect Harmonies» вплинув джаз та електроніка. 

## Критика
Альбом розділив критиків, деякі критики високо оцінили новий напрямок Танкяна, а інші критикували його за такий підхід. В цілому альбом отримав загалом схвальні відгуки, хоча показники продажів за перший тиждень були значно нижчими чим у «Elect the Dead».

## Список композицій
Автор слів Серж Танкян, автор музики Серж Танкян. 
| Британський реліз | Британський реліз                          | Британський реліз |
| #                 | Назва                                      | Тривалість        |
| ----------------- | ------------------------------------------ | ----------------- |
| 1.                | «Disowned Inc.»                            | 4:07              |
| 2.                | «Borders Are…»                             | 4:38              |
| 3.                | «Deserving?»                               | 4:05              |
| 4.                | «Beatus»                                   | 4:41              |
| 5.                | «Reconstructive Demonstrations»            | 5:04              |
| 6.                | «Electron»                                 | 3:46              |
| 7.                | «Gate 21»                                  | 2:43              |
| 8.                | «Yes, It's Genocide»                       | 3:15              |
| 9.                | «Peace Be Revenged»                        | 3:59              |
| 10.               | «Left of Center»                           | 3:06              |
| 11.               | «Wings of Summer» (разом з Шаною Халліган) | 4:45              |
| 44:09             |                                            |                   |

| Японська версія і рекламний CD2 (інструментал) | Японська версія і рекламний CD2 (інструментал) | Японська версія і рекламний CD2 (інструментал) |
| #                                              | Назва                                          | Тривалість                                     |
| ---------------------------------------------- | ---------------------------------------------- | ---------------------------------------------- |
| 12.                                            | «Goddamn Trigger»                              | 3:20                                           |
| 47:29                                          |                                                |                                                |

| Amazon MP3 (Deluxe version) | Amazon MP3 (Deluxe version)   | Amazon MP3 (Deluxe version) |
| #                           | Назва                         | Тривалість                  |
| --------------------------- | ----------------------------- | --------------------------- |
| 12.                         | «Deserving?» (оркестр)        | 4:07                        |
| 13.                         | «Peace Be Revenged» (оркестр) | 3:56                        |
| 52:12                       |                               |                             |

| iTunes (Deluxe version) | iTunes (Deluxe version)       | iTunes (Deluxe version) |
| #                       | Назва                         | Тривалість              |
| ----------------------- | ----------------------------- | ----------------------- |
| 12.                     | «Goddamn Trigger»             | 3:21                    |
| 13.                     | «Deserving?» (оркестр)        | 4:08                    |
| 14.                     | «Peace Be Revenged» (оркестр) | 3:56                    |
| 55:34                   |                               |                         |

| Limited edition (бонус диск) | Limited edition (бонус диск)              | Limited edition (бонус диск) |
| #                            | Назва                                     | Тривалість                   |
| ---------------------------- | ----------------------------------------- | ---------------------------- |
| 1.                           | «Disowned Inc.» (оркестр)                 | 4:11                         |
| 2.                           | «Borders Are…» (оркестр)                  | 4:40                         |
| 3.                           | «Deserving?» (оркестр)                    | 4:09                         |
| 4.                           | «Beatus» (оркестр)                        | 4:44                         |
| 5.                           | «Reconstructive Demonstrations» (оркестр) | 5:06                         |
| 6.                           | «Peace Be Revenged» (оркестр)             | 3:56                         |
| 26:46                        |                                           |                              |

| BestBuy (бонус DVD) | BestBuy (бонус DVD)          | BestBuy (бонус DVD) |
| #                   | Назва                        | Тривалість          |
| ------------------- | ---------------------------- | ------------------- |
| 1.                  | «Empty Walls» (live)         | 6:19                |
| 2.                  | «Feed Us» (live)             | 4:37                |
| 3.                  | «Unthinking Majority» (live) | 3:46                |
| 4.                  | «Lie Lie Lie» (live)         | 3:18                |
| 5.                  | «Sky Is Over» (live)         | 2:44                |
| 6.                  | «Beethoven's Cunt» (live)    | 8:49                |
| 29:33               |                              |                     |

| Рекламний CD3 (за участі оркестру) | Рекламний CD3 (за участі оркестру)                        | Рекламний CD3 (за участі оркестру) |
| #                                  | Назва                                                     | Тривалість                         |
| ---------------------------------- | --------------------------------------------------------- | ---------------------------------- |
| 1.                                 | «Disowned Inc.» (оркестр)                                 | 4:07                               |
| 2.                                 | «Borders Are» (оркестр)                                   | 4:38                               |
| 3.                                 | «Deserving?» (оркестр)                                    | 4:05                               |
| 4.                                 | «Beatus» (оркестр)                                        | 4:41                               |
| 5.                                 | «Reconstructive Demonstrations» (оркестр)                 | 5:04                               |
| 6.                                 | «Peace Be Revenged» (оркестр)                             | 3:59                               |
| 7.                                 | «Goddamn Trigger» (оркестр)                               | 3:21                               |
| 8.                                 | «Disowned Inc.» (оркестр та інструментал)                 | 4:07                               |
| 9.                                 | «Borders Are» (оркестр та інструментал)                   | 4:38                               |
| 10.                                | «Deserving?» (оркестр та інструментал)                    | 4:05                               |
| 11.                                | «Beatus» (оркестр та інструментал)                        | 4:41                               |
| 12.                                | «Reconstructive Demonstrations» (оркестр та інструментал) | 5:04                               |
| 13.                                | «Wings of Summer» (оркестр та інструментал)               | 3:59                               |
| 14.                                | «Goddamn Trigger» (оркестр та інструментал)               | 3:21                               |
| 59:50                              |                                                           |                                    |

## Учасники запису
Усі пісні, написані, виконані, спродюсовані, створені та оркестровані Сержем Танкяном.
- Вінсент Педулла — додаткові оркестровки
- Ден Монті — додаткові гітари на треках 2, 6 і 11 та інженерія барабанів та басів на треках 1–6, 9 та 11
- Трой Зейглер — живі барабани на треках 1–6, 9 та 11
- Браян Мантія — живі барабани на треку 10
- Маріо Пальяруло — живий бас на треках 1–6, 9 та 11
- Шана Халліган — додатковий вокал на треках 4 і 11
- Ані Мальджян — додатковий оперний вокал
- Девід Алпей — скрипка на треку 11

## Позиції в чартах
| Чарти (2010)                             | Позиція |
| ---------------------------------------- | ------- |
| Top Canadian Albums                      | 21      |
| Czech Albums (Čns Ifpi)                  | 17      |
| German Albums (Offizielle Top 100)       | 18      |
| European Top 100 Albums                  | 35      |
| Finnish Albums (Suomen virallinen lista) | 14      |
| French Albums (SNEP)                     | 29      |
| Italian Albums (FIMI)                    | 23      |
| Japanese Albums (Oricon)                 | 155     |
| Polish Albums (OLiS)                     | 24      |
| UK Albums Chart (OOC)                    | 86      |
| Billboard200                             | 35      |